# Tmarus hastatus
Tmarus hastatus là một loài nhện trong họ Thomisidae.
Loài này thuộc chi Tmarus. Tmarus hastatus được Guo Tang & S. Q. Li miêu tả năm 2009.